# Tonny Lindberg
Rolf Tonny Lindberg född 5 december 1944 i Bromma, död 16 juni 2019, var en svensk sångare och gitarrist. 
Lindberg var gitarrist och sångare i gruppen The Violents och i den internationellt framgångsrika gruppen Secret Service.

## Filmografi
- 1963 – Åsa-Nisse och tjocka släkten där hela the Violents medverkar